# Bracketing
Bracketing is een Engelse term voor het maken van een reeks van foto's waarbij een bepaalde instelling steeds iets verandert.
Soms is bracketing bedoeld om achteraf de beste foto te kunnen kiezen, maar vaak kunnen de verschillende losse foto's gecombineerd worden tot een enkele foto.
Over het algemeen wordt een statief gebruikt, en werkt deze techniek alleen bij stilstaande voorwerpen.

## Belichtings-bracketing
Meestal wordt met bracketing bedoeld dat enkele foto's (meestal 3 of meer) snel achter elkaar worden gemaakt, met verschillende belichtingstijden. Achteraf kan dan de beste foto worden gekozen, of de beelden kunnen gecombineerd worden tot een High dynamic range (HDR) afbeelding.
Veel digitale camera's hebben een speciale instelling voor bracketing. De gebruiker kan kiezen hoeveel stops verschil in belichtingstijd er is tussen de verschillende opnames. Voor het combineren van meerdere foto's tot een HDR-afbeelding is het belangrijk dat de opnames niet te veel van elkaar verschillen. Daarom is het gebruik van een statief bij deze vorm van fotografie aan te bevelen, hoewel het niet noodzakelijk is. De foto's moeten bij voorkeur zeer kort na elkaar worden gemaakt. Voor snel bewegende objecten is bracketing ongeschikt om HDR-afbeeldingen te maken.

## Scherpte-bracketing
Het is ook mogelijk om verschillende foto's te maken die op verschillende afstanden zijn scherp gesteld.
Die losse foto's zijn ook te combineren tot één foto die overal scherp is.
Er zijn ook programma's die automatisch de verschillende foto's combineren tot één foto, maar het resultaat valt vaak tegen. Zie focus stacking voor een uitgebreide uitleg.

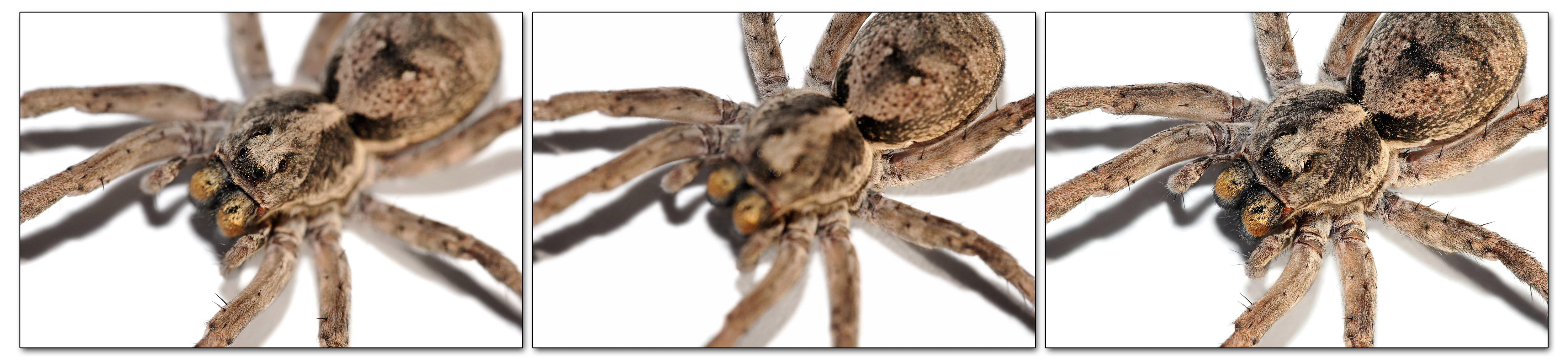
Een spin met scherpte (focus) bracketing. De linker foto is vooraan scherp. De middelste foto is achteraan scherp. De gehele serie bestond uit acht foto's. Het resultaat is de rechtse foto. Hierbij zijn deze acht foto's handmatig gecombineerd tot een foto die overal scherp is.

## Flitslicht-bracketing
Omdat het resultaat van een foto met flitslicht niet van tevoren bekeken kan worden, wordt hierbij bracketing gebruikt. Er wordt een reeks van foto's gemaakt met verschillende sterktes van de flits. Vervolgens wordt gekeken welke waarde het beste resultaat geeft.